# Melcon Peak
Melcon Peak är en bergstopp i Antarktis. Den ligger i Östantarktis. Nya Zeeland gör anspråk på området. Toppen på Melcon Peak är 2 500 meter över havet.
Terrängen runt Melcon Peak är kuperad åt nordväst, men åt sydost är den bergig. Trakten är obefolkad. Det finns inga samhällen i närheten. 